# Merja Rantanen

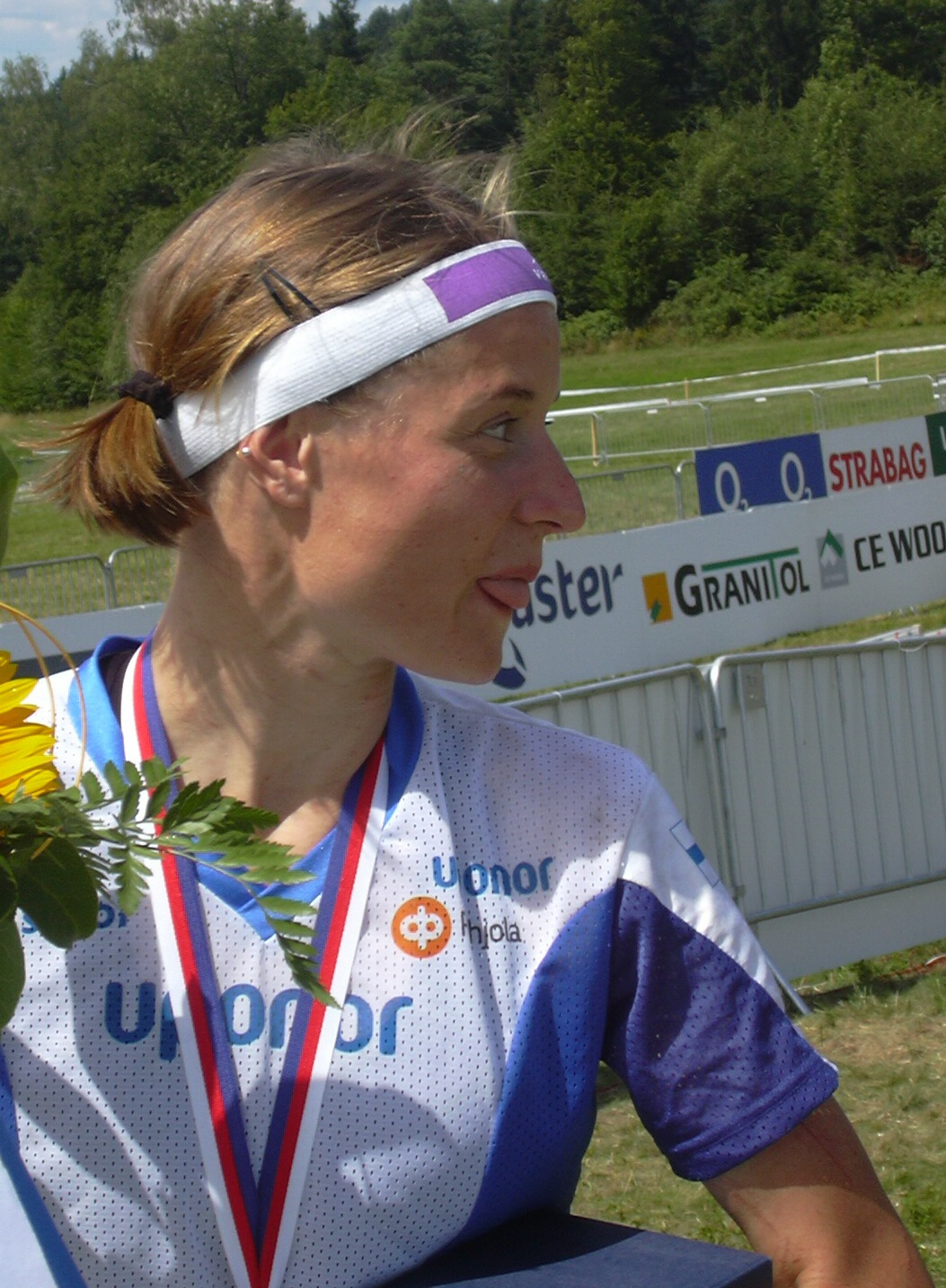
Merja Rantanen, 2008

Merja Rantanen (* 7. Dezember 1980 in Jämsänkoski) ist eine finnische Orientierungsläuferin. 

## Karriere
Rantanen wurde bei den World Games 2005 im Ruhrgebiet erstmals international eingesetzt. Rantanen kam auf dem siebten Platz im Einzelwettbewerb und auf den elften Platz mit der finnischen Mixedstaffel. 2006 lief sie ihre erste Saison im Weltcup. Bei den Europameisterschaften 2008 im lettischen Ventspils belegte sie in den Einzelwettbewerben die Ränge fünf und sechs sowie den zweiten Platz auf der Mitteldistanz. Rantanen blieb dabei knapp hinter ihrer Landsfrau Heli Jukkola zurück. Im selben Jahr in Tschechien debütierte sie bei den Weltmeisterschaften der Aktiven. Auf der Mitteldistanz kam sie beim Sieg ihrer Teamkollegin Minna Kauppi auf den sechsten Platz. Zusammen mit Kauppi und Katri Lindeqvist gewann sie den Staffelwettbewerb. Der finnischen Frauenstaffel gelang es 2010 und 2011 den WM-Titel erneut zu gewinnen. Bei den Europameisterschaften 2010 und 2012 gewannen die Finninen mit Rantanen zudem Silber. Bei den Heim-Weltmeisterschaften 2013 in Vuokatti gewann Merja Rantanen ihre erste Einzelmedaille bei Weltmeisterschaften, als sie auf der Mitteldistanz hinter der Schweizerin Simone Niggli und der Schwedin Tove Alexandersson Dritte wurde.
Rantanen läuft für den Verein Jämsän Retki-Veikot. Zwischen 2009 und 2011 lief sie für Tampereen Koo-Vee.

## Platzierungen
| Weltmeisterschaften | Sprint | Mittel | Lang | Staffel |
| ------------------- | ------ | ------ | ---- | ------- |
| 2008 Olomouc        |        | 6.     | 15.  | 1.      |
| 2009 Miskolc        |        | 5.     | 24.  | 3.      |
| 2010 Trondheim      |        | 14.    | 20.  | 1.      |
| 2011 Savoie         |        | 8.     | 8.   | 1.      |
| 2012 Lausanne       |        | 8.     | 7.   | 5.      |
| 2013 Vuokatti       | 8.     | 3.     |      |         |

| Europameisterschaften | Sprint | Mittel | Lang | Staffel |
| --------------------- | ------ | ------ | ---- | ------- |
| 2006 Otepää           |        |        | 33.  |         |
| 2008 Ventspils        | 5.     | 2.     | 6.   | 3.      |
| 2010 Primorsko        | 18.    | 8.     | 30.  | 2.      |
| 2012 Falun            |        | 7.     | 9.   | 2.      |

| Gesamt-Weltcup | Gesamt-Weltcup |
| -------------- | -------------- |
| 2006           | 99.            |
| 2008           | 15.            |
| 2009           | 20.            |
| 2010           | 24.            |
| 2011           | 8.             |
| 2012           | 11.            |
| 2013           | 37.            |

| Finn. Meisterschaften | Sprint | Mittel | Lang | Ultra | Nacht | Staffel |
| --------------------- | ------ | ------ | ---- | ----- | ----- | ------- |
| 2002                  |        | 17.    | 38.  |       | 2.    |         |
| 2003                  | 24.    | 35.    | 31.  |       | 13.   |         |
| 2004                  | 10.    |        | 19.  |       |       |         |
| 2005                  | 20.    | 6.     | 7.   |       | 3.    |         |
| 2006                  | 15.    | 6.     |      |       | 2.    | 6.      |
| 2007                  | 14.    |        |      |       |       |         |
| 2008                  |        | 4.     | 5.   |       | 1.    | 6.      |
| 2009                  | 2.     | 2.     |      | 2.    | 1.    | 2.      |
| 2010                  | 3.     |        |      |       |       |         |
| 2011                  | 2.     |        |      |       |       |         |
| 2012                  | 3.     | 3.     |      |       | 1.    |         |
| 2013                  | 3.     |        |      |       |       |         |

| World Games   | Sprint | Mittel | Mixed |
| ------------- | ------ | ------ | ----- |
| 2005 Duisburg |        | 7.     | 11.   |